# Puffinus boydi

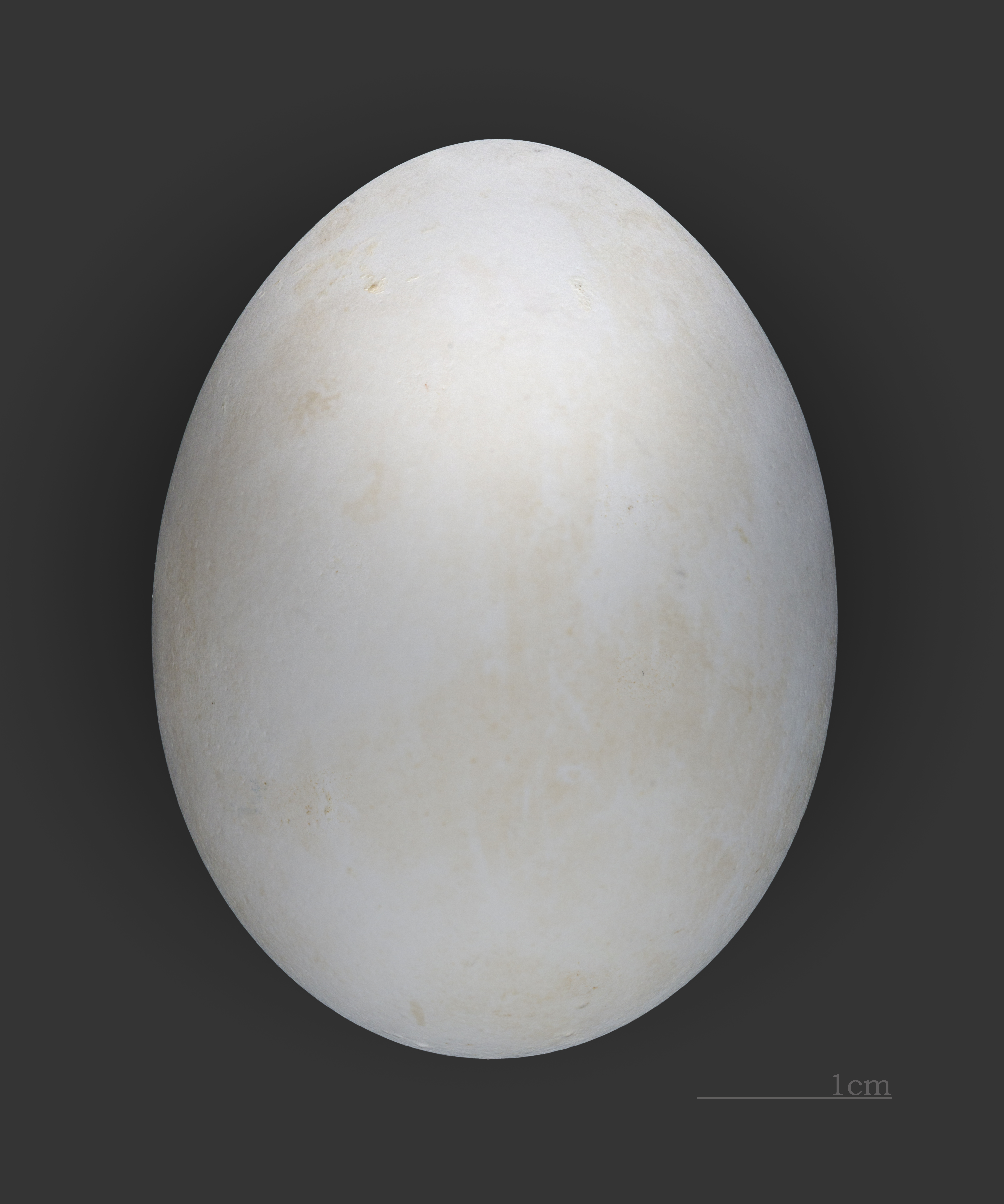
Quả trứng.

Puffinus boydi là một loài chim trong họ Procellariidae.